# Алайгыр
Алайгыр (каз. Алаайғыр) — станция в Шуском районе Жамбылской области Казахстана. Входит в состав Шокпарского сельского округа. Код КАТО — 316641200.

## Население
В 1999 году население станции составляло 105 человек (51 мужчина и 54 женщины). По данным переписи 2009 года, в населённом пункте проживало 227 человек (113 мужчин и 114 женщин).